# Persone di cognome Beck
| Questa pagina contiene informazioni ricavate automaticamente dalle voci biografiche con l'ausilio del template Bio e di un bot. L'aggiornamento è periodico e automatico e ricostruisce completamente la pagina. Se manca una persona in questa lista, sei pregato di non aggiungerla, ma accertati piuttosto che la sua voce biografica contenga il template Bio e che i dati anagrafici siano correttamente compilati. Se il template Bio manca, inseriscilo tu stesso o, in alternativa, metti l'avviso {{tmp\|Bio}} che ne segnala la mancanza. Se i dati riportati sono sbagliati, correggi direttamente la voce biografica; le modifiche saranno visibili in questa lista entro pochi giorni. Per chiarimenti vedi il progetto antroponimi. La lista contiene solo le 81 persone che sono citate nell'enciclopedia e per le quali è stato implementato correttamente il template Bio. Pagina aggiornata al 7 ago 2025. |

Questa è una lista di persone presenti nell'enciclopedia che hanno il cognome Beck, suddivise per attività principale.

## Allenatori di calcio(2)
- Alfred Beck, allenatore di calcio e calciatore tedesco (Immelborn, n. 1925 - † 1994)
- Thomas Beck, allenatore di calcio e ex calciatore liechtensteinese (Schaan, n. 1981)

## Allenatori di tennis(1)
- Karol Beck, allenatore di tennis e ex tennista slovacco (Zvolen, n. 1982)

## Attori(5)
- John Beck, attore statunitense (Chicago, n. 1943)
- Julian Beck, attore, regista teatrale e poeta statunitense (New York, n. 1925 - New York, † 1985)
- Michael Beck, attore statunitense (Memphis, n. 1949)
- Rufus Beck, attore e doppiatore tedesco (Heidelberg, n. 1957)
- Tom Beck, attore e cantante tedesco (Norimberga, n. 1978)

## Attrici(4)
- Erica Beck, attrice e doppiatrice statunitense (Lakewood, n. 1992)
- Jenny Beck, attrice statunitense (Los Angeles, n. 1974)
- Lilli Beck, attrice cinematografica e attrice teatrale danese (Copenaghen, n. 1885 - Århus, † 1939)
- Susanne Beck, attrice e doppiatrice tedesca (Amburgo, n. 1947)

## Avvocati(1)
- Gunnar Beck, avvocato e politico tedesco (Düsseldorf, n. 1965)

## Biatlete(1)
- Martina Beck, ex biatleta tedesca (Garmisch-Partenkirchen, n. 1979)

## Biatleti(1)
- Günther Beck, ex biatleta austriaco (Innsbruck, n. 1976)

## Calciatori(12)
- Adrian Beck, calciatore tedesco (Crailsheim, n. 1997)
- Andreas Beck, ex calciatore tedesco (Kemerovo, n. 1987)
- John Beck, ex calciatore inglese (Edmonton, n. 1954)
- Karl Beck, calciatore e allenatore di calcio austriaco (Dolní Dunajovice, n. 1888 - Vienna, † 1972)
- Magnus Beck, calciatore danese (Frederikshavn, n. 1889 - Copenaghen, † 1940)
- Matthias Beck, ex calciatore liechtensteinese (n. 1981)
- Mikkel Beck, ex calciatore e procuratore sportivo danese (Aarhus, n. 1973)
- Niklas Beck, calciatore liechtensteinese (Vaduz, n. 2001)
- Owen Beck, calciatore gallese (Wrexham, n. 2002)
- Philipp Beck, ex calciatore liechtensteinese (n. 1972)
- Roger Beck, ex calciatore liechtensteinese (Schaan, n. 1983)
- Þórólfur Beck, calciatore e allenatore di calcio islandese (Reykjavík, n. 1940 - Reykjavík, † 1999)

## Cantanti(3)
- Jeff Beck, cantante e chitarrista britannico (Londra, n. 1944 - Wadhurst, † 2023)
- Gina Beck, cantante e attrice britannica (High Wycombe, n. 1981)
- Robin Beck, cantante statunitense (Brooklyn, n. 1954)

## Cestisti(4)
- Ernie Beck, cestista statunitense (Filadelfia, n. 1931 - West Chester, † 2024)
- Lew Beck, cestista statunitense (Portland, n. 1922 - Great Falls, † 1970)
- Byron Beck, ex cestista statunitense (Ellensburg, n. 1945)
- Corey Beck, ex cestista statunitense (Memphis, n. 1971)

## Compositori(2)
- Christophe Beck, compositore canadese (Montréal, n. 1972)
- Franz Beck, compositore tedesco (Mannheim, n. 1734 - Bordeaux, † 1809)

## Cuochi(1)
- Heinz Beck, cuoco tedesco (Friedrichshafen, n. 1963)

## Danzatori(1)
- Hans Beck, ballerino, coreografo e direttore artistico danese (Haderslev, n. 1861 - Copenaghen, † 1952)

## Dirigenti sportivi(1)
- Florian Beck, dirigente sportivo e ex sciatore alpino tedesco (Blaichach, n. 1958)

## Disegnatori(1)
- Harry Beck, disegnatore britannico (Londra, n. 1902 - Southampton, † 1974)

## Drammaturghi(1)
- Heinrich Beck, commediografo tedesco (Gotha, n. 1760 - Mannheim, † 1803)

## Filosofi(2)
- Jakob Sigismund Beck, filosofo tedesco (Liessau, n. 1761 - Rostock, † 1840)
- Lewis White Beck, filosofo statunitense (Griffin, n. 1913 - Rochester, † 1997)

## Fumettisti(1)
- C.C. Beck, fumettista statunitense (Zumbrota, n. 1910 - Gainesville, † 1989)

## Generali(1)
- Ludwig Beck, generale tedesco (Biebrich, n. 1880 - Berlino, † 1944)

## Giocatori di badminton(1)
- Raphael Beck, giocatore di badminton tedesco (Düsseldorf, n. 1992)

## Giocatori di football americano(1)
- Andrew Beck, giocatore di football americano statunitense (Tampa, n. 1996)

## Golfisti(1)
- Chip Beck, ex golfista statunitense (Fayetteville, n. 1956)

## Informatici(1)
- Kent Beck, informatico statunitense (n. 1961)

## Lottatori(1)
- Frederick Beck, lottatore britannico (Saint Luke's, n. 1883 - Barnet, † 1972)

## Medici(1)
- Bódog Beck, medico ungherese (Budapest, n. 1871 - New York, † 1942)

## Militari(1)
- Wilhelm Beck, militare tedesco (Bitz, n. 1919 - Caen, † 1944)

## Modelle(2)
- Jeanne Beck, modella francese (n. 1947)
- Morgan Beck, modella, pallavolista e giocatrice di beach volley statunitense (Newport Beach, n. 1987)

## Nuotatrici(1)
- Leonie Beck, nuotatrice tedesca (Augusta, n. 1997)

## Ostacolisti(1)
- Volker Beck, ex ostacolista e velocista tedesco (Nordhausen, n. 1956)

## Pallanuotisti(1)
- Kenneth Beck, pallanuotista statunitense (Lovelock, n. 1915 - Arcadia, † 1982)

## Pentatleti(1)
- Robert Beck, pentatleta e schermidore statunitense (San Diego, n. 1936 - San Antonio, † 2020)

## Pianisti(2)
- Gordon Beck, pianista e compositore britannico (Brixton, n. 1936 - Ely, † 2011)
- Chilly Gonzales, pianista canadese (Montréal, n. 1972)

## Pittori(1)
- David Beck, pittore olandese (Delft, n. 1621 - L'Aia, † 1656)

## Pittrici(1)
- Julia Beck, pittrice svedese (Stoccolma, n. 1853 - Vaucresson, † 1935)

## Politici(3)
- Józef Beck, politico polacco (Varsavia, n. 1894 - Singureni, † 1944)
- Kurt Beck, politico tedesco (Bad Bergzabern, n. 1949)
- Volker Beck, politico tedesco (Stoccarda, n. 1960)

## Psichiatri(1)
- Aaron Beck, psichiatra e psicoterapeuta statunitense (Providence, n. 1921 - Filadelfia, † 2021)

## Psicologhe(1)
- Judith Beck, psicologa statunitense (n. 1954)

## Rugbiste a 15(1)
- Nicole Beck, rugbista a 15 australiana (Bulli, n. 1988)

## Saltatori con gli sci(1)
- Hans Beck, saltatore con gli sci norvegese (Kongsberg, n. 1911 - Oslo, † 1996)

## Schermidori(1)
- Frank Beck, ex schermidore tedesco (Tauberbischofsheim, n. 1961)

## Sciatrici alpine(1)
- Lesley Beck, ex sciatrice alpina britannica (Glasgow, n. 1964)

## Scrittori(1)
- Christian Beck, scrittore e poeta belga (Verviers, n. 1879 - † 1916)

## Scrittrici(1)
- Béatrix Beck, scrittrice belga (Villars-sur-Ollon, n. 1914 - Saint-Clair-sur-Epte, † 2008)

## Slittinisti(1)
- Simon Beck, ex slittinista liechtensteinese (Triesenberg, n. 1947)

## Sociologi(1)
- Ulrich Beck, sociologo e scrittore tedesco (Stolp, n. 1944 - Monaco di Baviera, † 2015)

## Sollevatori(1)
- Krzysztof Beck, sollevatore polacco (Kolomyja, n. 1930 - Bydgoszcz, † 1996)

## Storici dell'arte(1)
- James Beck, storico dell'arte statunitense (New Rochelle, n. 1930 - † 2007)

## Tenniste(1)
- Annika Beck, ex tennista tedesca (Gießen, n. 1994)

## Tennisti(1)
- Andreas Beck, ex tennista tedesco (Weingarten, n. 1986)

## Velocisti(1)
- Timothy Beck, ex velocista e ex bobbista olandese (Assen, n. 1977)

## Senza attività specificata(1)
- Jerry Beck, storico del cinema, saggista e blogger statunitense (New York, n. 1955)